# شوندل آلفرد
شوندل آلفرد (زادهٔ ۷ ژوئیه ۱۹۸۲) بوکسور حرفه‌ای سابق اهل گایانا است که از سال ۱۹۹۹ تا ۲۰۱۰ به رقابت پرداخت. او در سال‌های ۲۰۰۹ تا ۲۰۱۰ قهرمان دسته بنتام‌وید انجمن بین‌المللی بوکس زنان بود.

## دوران حرفه‌ای
آلفرد اولین مسابقه حرفه‌ای خود را در تاریخ ۱۹ فوریه ۱۹۹۹ برگزار کرد و در یک مسابقه چهار راندی در جرج‌تاون، استفانی جرج را شکست داد. پس از کسب دو پیروزی دیگر در مسابقات چهار راندی، او به کانادا رفت تا در دو مبارزه بعدی خود شرکت کند. در ۹ ژوئن ۲۰۰۰، در هالیفاکس در یک رقابت میان بوکسورهای بدون شکست، او توسط دوریس هکل در راند چهارم شکست خورد. او در ۲۳ سپتامبر همان سال، دومین ناک‌اوت پیاپی خود را مقابل لیسا براون در دو راند، در شهر راما، انتاریو، تجربه کرد.
پس از شکست مقابل براون، آلفرد به خانه بازگشت و در ۶ اوت ۲۰۰۱، جوئنته توبی را در یک مسابقه چهار راندی شکست داد. سپس، در ۲۶ دسامبر همان سال، اولین پیروزی ناک‌اوت خود را در راند اول مقابل آدریانا فرانسیس به دست آورد.
پس از آن، آلفرد به مدت یک سال و نیم از دنیای بوکس فاصله گرفت. وقتی بازگشت، به باربادوس سفر کرد و دومین پیروزی ناک‌اوت خود را در راند اول، با شکست ویکی بودرام، به دست آورد. در بازگشت به خانه، مسابقه‌ای دیگر با جرج در انتظارش بود. هر دو بوکسور حالا باتجربه و شناخته‌شده بودند و این مسابقه از سوی هواداران بوکس گایانا بسیار مورد انتظار بود. در ۲۶ دسامبر، دقیقاً دو سال پس از اولین پیروزی ناک‌اوت آلفرد، او بار دیگر جرج را شکست داد، این بار در یک مسابقه هشت راندی.
مسابقه بعدی آلفرد او را به اروپا برد. در ۲۸ فوریه ۲۰۰۴، او مقابل الکساندرا ماتیوس از دانمارک قرار گرفت و با تصمیم داور پس از چهار راند شکست خورد.
مبارزه بعدی او، در ۲۷ مارس ۲۰۰۴، مقابل بوکسور شناخته‌شده، آلیشیا اشلی در گایانا برگزار شد. آلفرد در راند سوم ناک‌داون شد، اما بلند شد و تا پایان هشت راند دوام آورد. با این حال، او با تصمیم داوران شکست خورد.
بلافاصله پس از مبارزه با آلیشیا اشلی، به شوندل آلفرد اولین فرصت برای کسب یک قهرمانی داده شد. در ۲۲ نوامبر، او در مسابقه‌ای مجدد مقابل ویکی بودرام قرار گرفت، این بار برای کسب عنوان قهرمانی دسته بنتام‌وید ایبریا-آمریکا از طرف انجمن بین‌المللی بوکس زنان. این مبارزه در ترینیداد و توباگو برگزار شد و آلفرد بار دیگر با ناک‌اوت، این بار در راند سوم، بودرام را شکست داد.
او در ادامه موفق شد ماریزول میراندا را با امتیاز داوران شکست دهد، اما در ۱۶ مه ۲۰۰۶ در یک مبارزه مقابل دنیل بوچارد در بل سنتر، کانادا، با تصمیم داوران شکست خورد.
در ۲۶ سپتامبر ۲۰۰۹، آلفرد برای کسب عنوان قهرمانی دسته بنتام‌وید انجمن بین‌المللی بوکس زنان مقابل کورین د گروت قرار گرفت. این مبارزه در سالن ورزشی کلیف اندرسون برگزار شد و آلفرد با تصمیم داوران به پیروزی رسید. او در مسابقه بعدی که سال بعد در هتل پرنسس رامادا برگزار شد، عنوان خود را با ناک‌اوت فنی در راند چهارم حفظ کرد.
آخرین مبارزه آلفرد در ۶ نوامبر ۲۰۱۰ برگزار شد که او در آن اولگا لولا را طی شش راند شکست داد. در سال ۲۰۱۲، قرار بود آلفرد با زولینا مونوز از مکزیک برای عنوان قهرمانی دسته فوق سبک اتحادیه جهانی بوکس مبارزه کند، اما این مسابقه به دلیل مثبت بودن تست بارداری آلفرد لغو شد. آلفرد پس از آن بازنشسته شد.

## افتخارات
آلفرد که در سال ۲۰۱۰ به عنوان ورزشکار زن سال انتخاب شد، در سال ۲۰۱۱ از رئیس‌جمهور وقت بهارات جاگدو یک قطعه زمین دریافت کرد و همچنین در همان سال از طرف شورای جهانی بوکس عنوان الهام‌بخش‌ترین بوکسور زن را دریافت کرد. هیئت بوکس گایانا نیز آلفرد را در سال ۲۰۱۱ به عنوان مبارز سال معرفی کرد.

## زندگی شخصی
شوندل آلفرد در البویستاون، گایانا به دنیا آمد. در دوران رشد خود در دبستان سنت استیون و سپس دبیرستان سنت جوزف تحصیل کرد و هرچند که در آن زمان در مسابقات بوکس شرکت نمی‌کرد اما در ورزش‌های دوومیدانی و کاراته فعالیت داشت. پدر او، سسیل آلفرد، نماینده گایانا در مسابقات بوکس قهرمانی کارائیب و آمریکای مرکزی در سال ۱۹۷۶ که در جامائیکا برگزار شد، بود.